# Лебеда стебельчатая
Лебеда стебельчатая (лат. Atriplex pedunculata) — вид травянистых растений рода Лебеда (Atriplex) семейства Амарантовые (Amaranthaceae).

## Ботаническое описание
Однолетнее травянистое растение с прямым или восходящим, простым или раскидисто-ветвистым стеблем 10—20 см высотой. Листья толстоватые, серовато-мучнистые, преимущественно на нижней стороне; нижние обычно супротивные, остальные — очерёдные, продолговапю-обратнояйцевидные, овальные или продолговатые, тупые, цельнокрайные, при основании клиновидно суженные, на коротких черешках, вместе с которыми они 1—4 см длиной и 0,5—1,5 см шириной.
Цветочные пучки в коротких прерывистых колосьях на верхушке ветвей и в пазухах верхних листьев. Прицветники у женских цветков сросшиеся между собой почти до самой верхушки и образующие сжатое с боков покрывальце вначале почти сидячее, при плодах же снабженное длинной (до 20 мм) ножкой, обратно-сердцевидное с клиновидным основанием, на самой верхушке — в выемке между закруглёнными боковыми лопастями — с маленьким зубчиком, где и открывается небольшой щелью; на всей поверхности гладкое, 5—6 мм длиной и 6—7 мм шириной.

## Распространение и экология
Европа, Кавказ, Западная Сибирь и Средняя Азия. Растёт на солончаках и солонцах.

## Синонимы
- Ceratocarpus maritimus Pall. ex M.Bieb. (1808)
- Ceratocarpus salinus Pall. (1771)
- Chenopodium pedunculatum (L.) E.H.L.Krause (1901)
- Diotis atriplicina Spreng. (1826)
- Diotis atriplicoides M.Bieb. (1808)
- Halimione pedunculata (L.) Aellen (1938)
- Halimus pedunculatus (L.) Wallr. (1822)
- Obione pedunculata (L.) Moq. (1840)